# Nabeel Abbas
Nabeel Abbas Lafta (arabiska: نبيل عباس), född 1986 i Irak, är en irakisk före detta fotbollsspelare. Han spelade som försvarare i Naft Al-Wasat till säsongen 2019/20, då han slutade.